# MPR 1000
Az MPR 1000 egy ezer font (545 kg) névleges tömegű légibomba, amelyet az izraeli Elbit Systems fejleszt és gyárt. A bomba külső kialakítását és megjelenését tekintve nagy mértékben hasonlít a széles körben elterjedt amerikai Mk 83 típusú légibombához, lényegében annak izraeli gyártású megfelelőjének tekinthető. A gyártó szerint a bombáik megbízhatósága több mint 95%-os, és akár másfél méternyi vasbeton fedezéken is képesek áthatolni.
Az MPR 1000 teljesen kompatibilis a JDAM, Lizard, SPICE 1000, Griffin III, valamint a Paveway II irányító rendszerekkel, amelyekkel precíziós fegyverré alakítható.